# Panoramaradweg Niederbergbahn
Der Panoramaradweg Niederbergbahn (Eigenschreibweise: PanoramaRadweg niederbergbahn) ist ein 2011 hauptsächlich auf der Trasse der stillgelegten Niederbergbahn eingerichteter Radwanderweg.

## Streckenverlauf
Der Radweg verbindet den Ruhrtalradweg bei Essen-Kettwig über Heiligenhaus, Velbert, Wülfrath, Wuppertal und Haan mit der Korkenziehertrasse in Solingen.
Vom Ruhrtalweg am Südende der Kettwiger Brücke startend verläuft der Radweg zunächst auf ca. 1 km über allgemeine Straßen und führt dann auf die stillgelegte Trasse der Niederbergbahn. Nach 20 km Fahrt auf der Trasse, unter anderem über die Waggonbrücke Heiligenhaus, verlässt der Weg sie kurz, um unter Umgehung der früheren Wülfrather Schleife auf den tiefer gelegenen Teil der Niederbergbahnroute zu fahren. Dieser kann man in westlicher Richtung auf einen 2,7 km langen Stichweg folgen, über den man unter anderem auch den Wülfrather Zeittunnel erreicht und der dann in die frühere Trasse der Angertalbahn übergeht, oder weiter Richtung Südosten für 2,5 km bis zum Südende der Niederbergbahn befahren.
Von dort bis zur Korkenziehertrasse führt der Weg auf ca. 11 km Länge mit einigen Hügeln überwiegend über Wirtschaftswege im oberen Düsseltal. Danach trennt sich die Trasse, um den Korkenzieherweg entweder nach 800 Meter in östlicher oder nach 1500 m in westlicher Richtung zu erreichen.
Das Gesamtwegenetz ist inkl. der Stichwege etwa 40 km lang; die kürzeste Verbindung vom Ruhrtalradweg zur Korkenzieherbahn beträgt etwa 35,5 km.

## Weitere Informationen
Der barrierefreie Ausbau der alten Bahntrasse erfolgte mit einer asphaltierten Oberfläche von drei Metern Breite. Der durchweg ausgeschilderte Radwanderweg nutzt 16 Brücken und drei große Viadukte.
Die Niederbergbahn ist eine Teilstrecke des insgesamt 300 km langen, überregionalen bergischen Panoramaradwegenetzes. Bei Wülfrath besteht darüber hinaus eine Anbindung an das Euroga-Radwegenetz und die nicht mehr gepflegte Kaiser-Route.
Die Eröffnung fand am 16. Juli 2011 am Wülfrather Zeittunnel unter Beteiligung des damaligen nordrhein-westfälischen Verkehrsministers Harry Voigtsberger, des Landrats des Kreises Mettmann Thomas Hendele, sowie der Bürgermeister der Städte Heiligenhaus, Velbert, Wülfrath und Haan und dem Sportler Paul Meier statt.
Der Radweg wurde unter anderem angelegt, um die Trasse der Bahnstrecke für eine langfristige Reaktivierung zu sichern, z. B. als Teil des Projektes Circle Line.

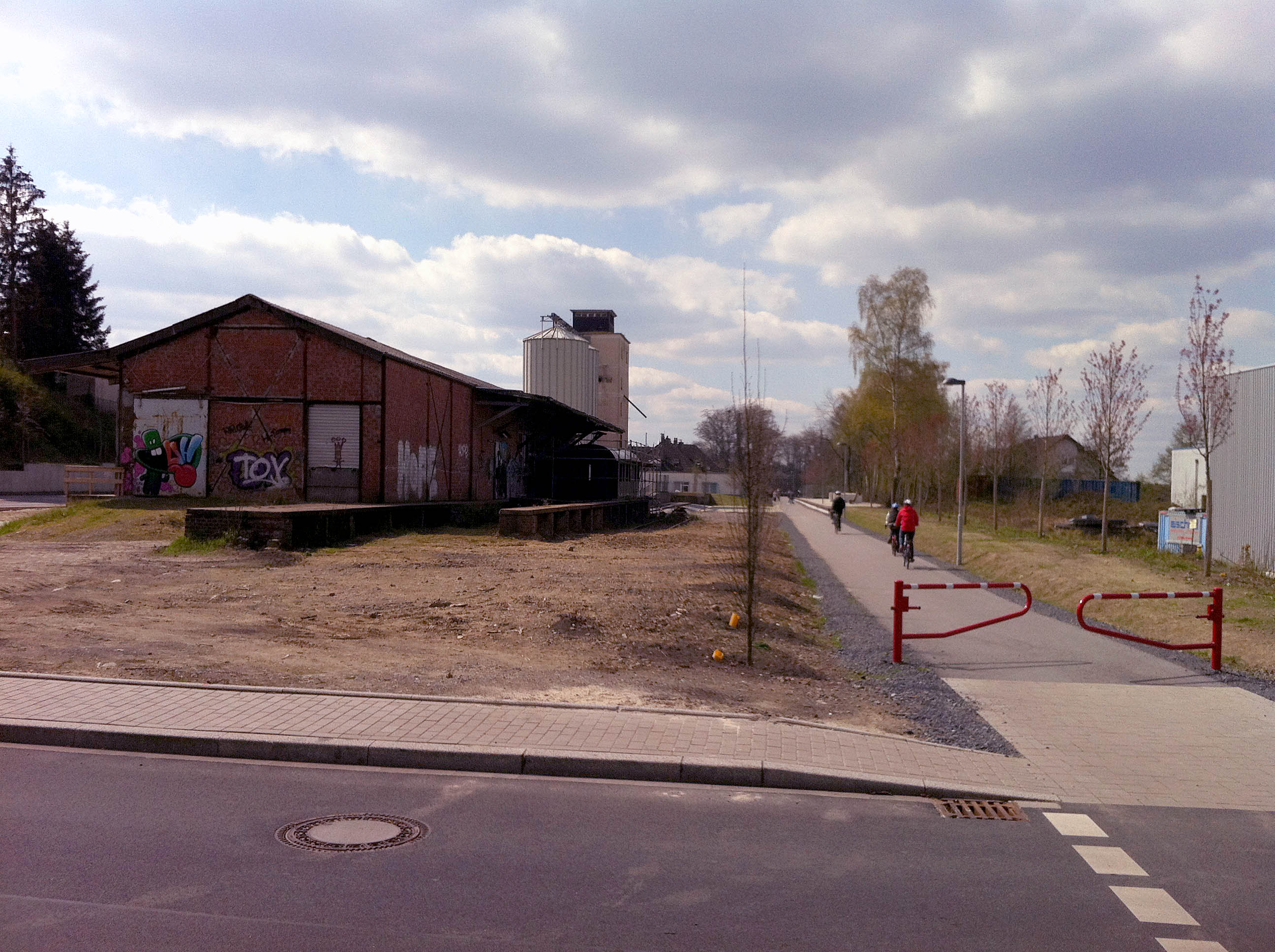
Panoramaradweg am ehemaligen Bahnhof Heiligenhaus
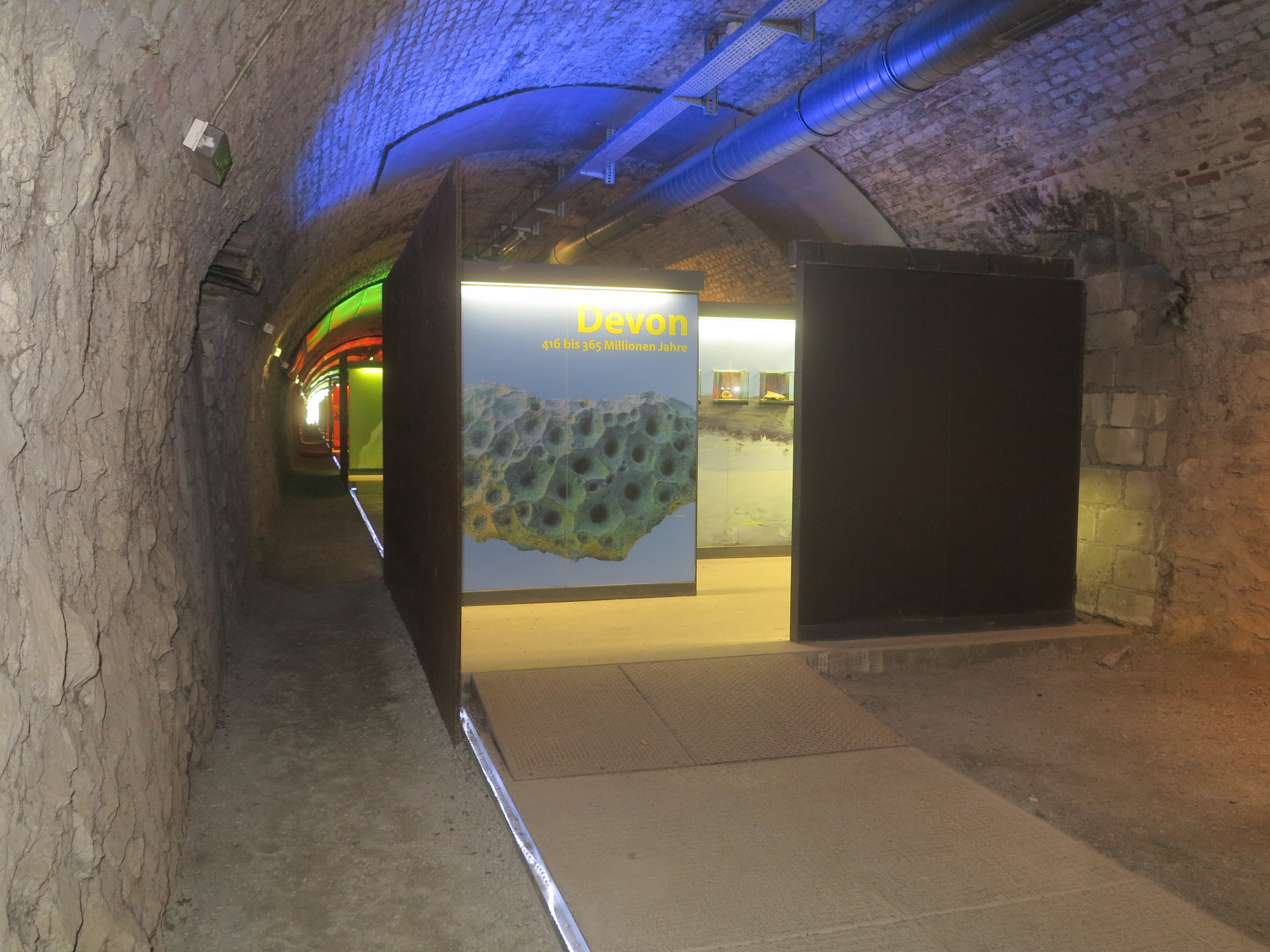
Im Zeittunnel
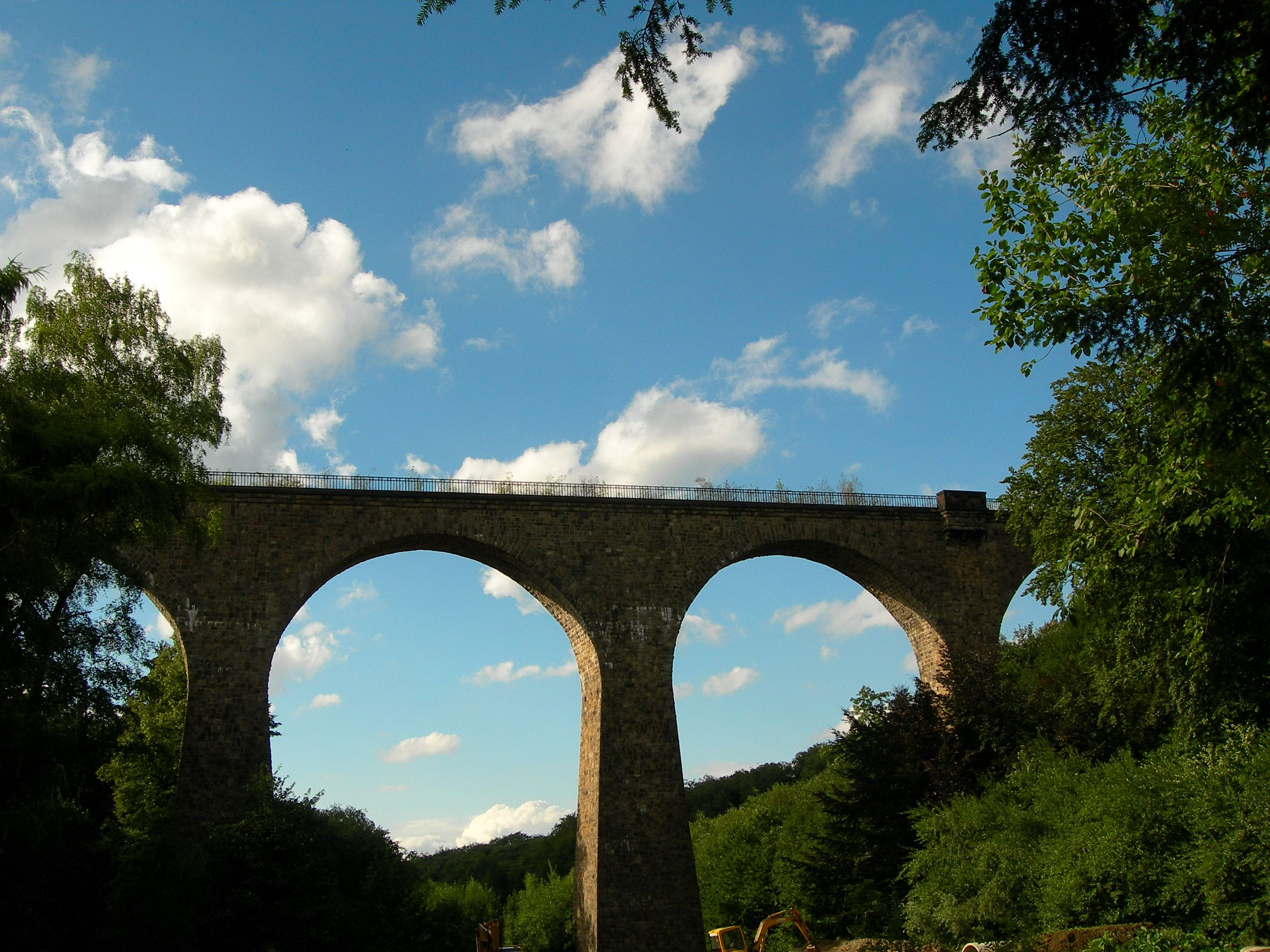
Über die Saubrücke